# Копертаун (Пенсилванија)
Копертаун (енгл. Cooperstown) град је у америчкој савезној држави Пенсилванија.

## Демографија
По попису из 2010. године број становника је 460, што је 0 (0,0%) становника више него 2000. године.
| Група             | 2000.       | 2010.       |
| Белци             | 453 (98,5%) | 455 (98,9%) |
| Афроамериканци    | 0 (0,0%)    | 2 (0,4%)    |
| Азијати           | 1 (0,2%)    | 2 (0,4%)    |
| Хиспаноамериканци | 6 (1,3%)    | 2 (0,4%)    |
| Укупно            | 460         | 460         |